# 御女 (星宿)
御女是中国古代星官名，附轩辕，属于二十八宿中的星宿，位于现代星座的狮子座。清钦天监所编《仪象考成》未收录此星官，《仪象考成续编》中，按照《步天歌》把轩辕十七改名为御女。